# Erik Ransemar
Erik Bernhard Ransemar, född 22 oktober 1926 i Karlskrona, död 14 februari 2000, var en svensk socialtjänsteman, författare och kommunalpolitiker (vpk).
Ransemar, som var son till grovarbetare Bernhard Svensson och Selma Johansson, avlade socionomexamen i Göteborg 1964. Han var fabriks-, anläggnings-, jord- och gjuteriarbetare 1941–1958, socialassistent vid socialnämnden i Göteborgs stad 1959–1960, anställd på arbetsvårdsavdelningen vid länsarbetsnämnden i Göteborgs och Bohus län 1961, 1963–1965 och 1967–1969, som förste assistent från 1964. Han var förste byråsekreterare vid Arbetsmarknadsstyrelsen i Stockholm 1969–1983 och byrådirektör där 1984–1991. Han var sekreterare i samarbetskommittén för partiellt arbetsföra i Göteborg 1960 och styrelseledamot i Riksförbundet för hjärt- och lungsjuka 1964. Han var redaktör för Svensk handikapptidskrift 1965–1967 och Status, socialmedicinsk tidskrift 1970–1977. Han var styrelseledamot i Göteborgs författarsällskap 1960 och blev medlem i Sveriges författarförening 1961.
Ransemar var även partipolitiskt verksam inom Vänsterpartiet kommunisterna. Han var ledamot av kommunfullmäktige 1970–1988 och av kommunstyrelsen i Botkyrka kommun 1980–1982, i Salems kommun 1989. Han var ledamot av sjukvårdsstyrelsen i Huddinge sjukvårdsområde 1982–1991 och ledamot av Svenska Kommunförbundets kulturdelegation 1980–1992. Han var ordförande i Författarförlaget 1974–1975, i Författarklubben hos Rabén & Sjögren 1974–1975 och 1978–1982 samt i Författarcentrum Riks 1979–1986 och 1988.